# Kalmosaari (ö i Kuopio, Nilsiä)
Kalmosaari är en liten ö i Finland. Ordet kalmosaari hänvisar antagligen att ön har varit begravningsplats. Ön ligger i Kuopio stad i landskapet Norra Savolax, i den centrala delen av landet, 400 km nordost om huvudstaden Helsingfors. Öns area är 4,1 hektar och dess största längd är 370 meter i sydöst-nordvästlig riktning.  Kalmosaari ligger i sjön Syväri.